# Premontrei nővérek kolostora (Doksany)
A doksányi kolostort Babenbergi Gertrúd cseh hercegné alapította 1144-ben a strahovi kolostorból ideköltöztetni kívánt nővérek számára. Ez lett Csehország legnagyobb és legjelentősebb zárdáinak egyike.
1720–1732 között Josef Miki, a premontrei rend elöljárója erőteljesen barokkosította a belső tereket. A freskófestés javát Johann Hiebellel végeztette. A kolostor templomában több jelenetet is megfestett Mária és Krisztus életéből. Ezek közül a legjelentősebb műve a Boldogságos Szűz Mária születése.
- 1722-ben készült el a kupola freskóival,
- 1728–1732 között a presbitérium, a kereszthajó, az oldalkápolnák és sekrestye freskódíszeivel.[1][2]

Az itt végzett munkája közben Josef Miki, a rend elöljárója megbízta, hogy két ütemben (1722 és 1728–1732) fessen olyan freskókat, mint amilyenekkel mestere, Andrea Pozzo díszítette a római Loyolai Szent Ignác-templom mennyezetét.
A kolostort folyamatosan használták 1782-ig, amikor II. József császár feloszlatta a „hasznos munkát nem végző” szerzetesrendeket — ekkor időben 49 nővér élt. Ezután rövid ideig katonai kórház volt, majd az Aehrenthal családnak kapta meg, és ők nemesi kastéllyá építtették át.
A szemlélődő életmódú premontrei nővérek visszatelepítésével először a 20. század elején próbálkoztak. A krakkói Zwierzyniec kolostorból több lány áttelepült Doksányba, de ott után kiderült, hogy egyházi és államigazgatási okok miatt rendes kolostori életre nincs lehetőség.
1989-ben a kommunista rezsim bukása után a strahovi kolostor testvérei is megpróbálták a visszatelepülést az ősi kolostorba. 1997-ben megvásárolták az államtól az egykori kolostor északi részét, és elkezdték tervezni annak újjáépítését.
1997-ben a strahovi kanonok az épület újabb részét szerezte meg, és ez már elég volt ahhoz, hogy 1998 óta, tehát több mint 200 év kihagyással elkezdjék átalakítani az épületegyüttest a premontrei apácák céljaira; a kolostor 2003 óta ismét eredeti funkciójának megfelelően működik.
A román stílusú kriptát és egyes barokk belső tereket a nagyközönség is megtekintheti, miként az épületet körüli parkot is.

## Képek

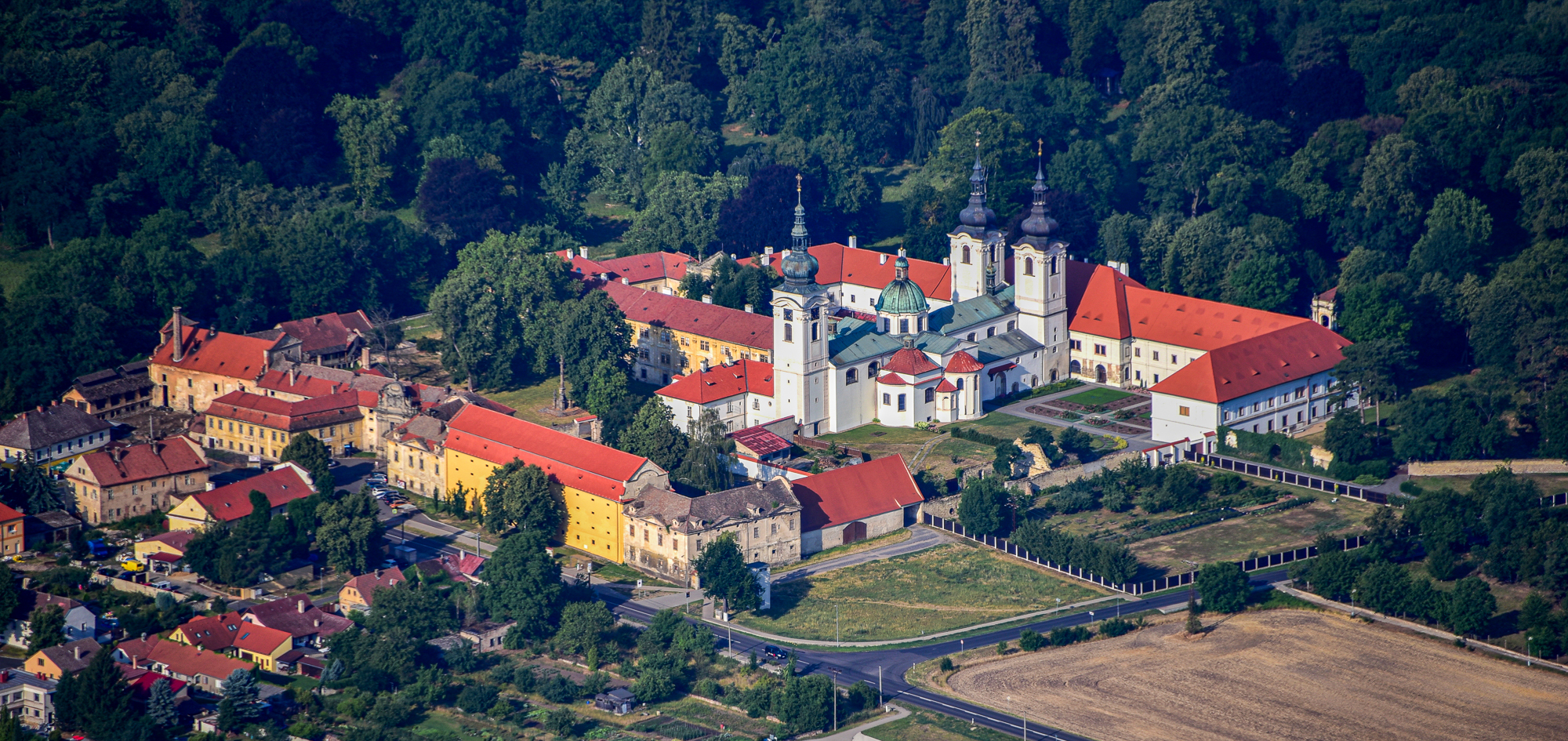
2019
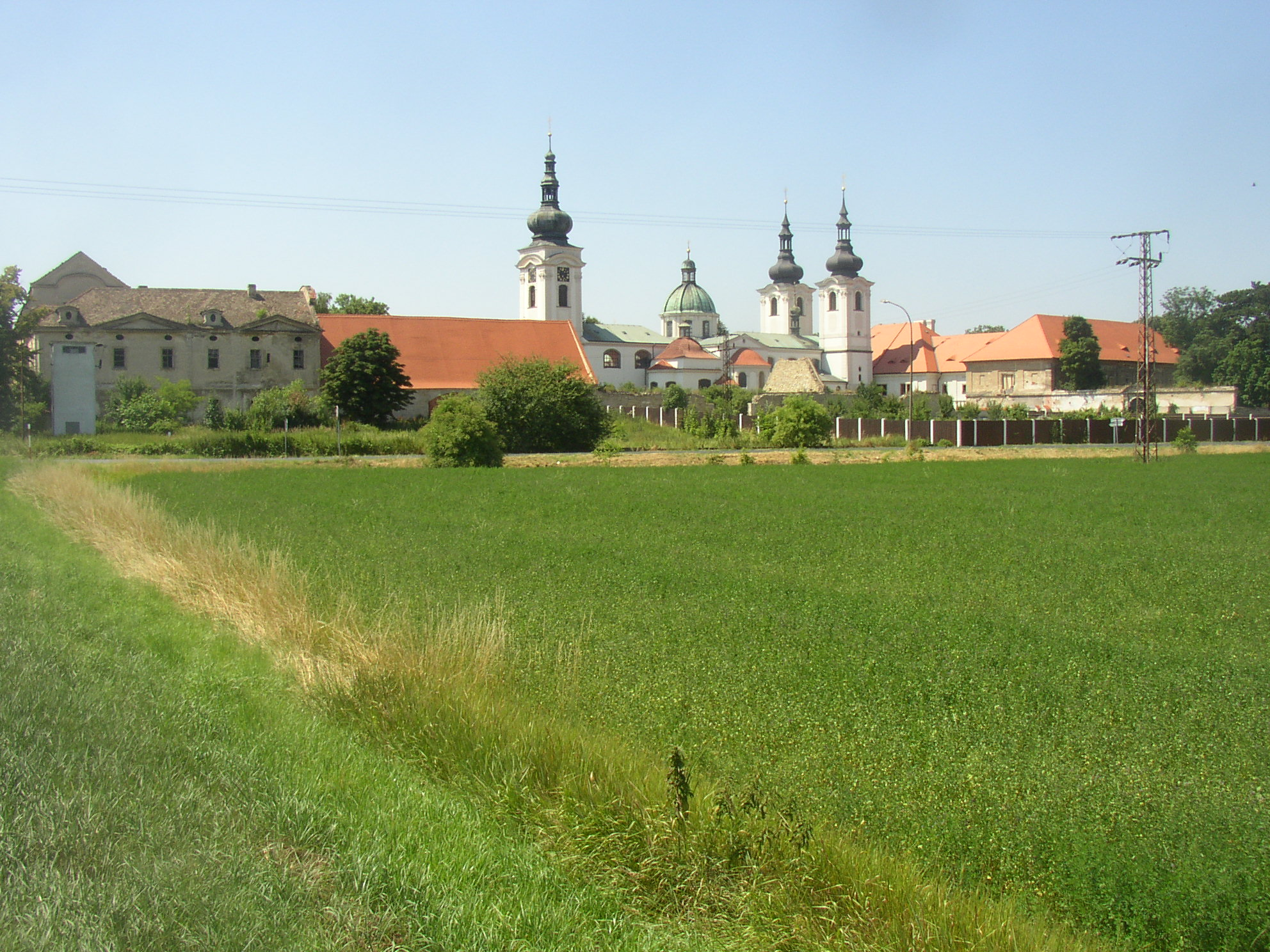
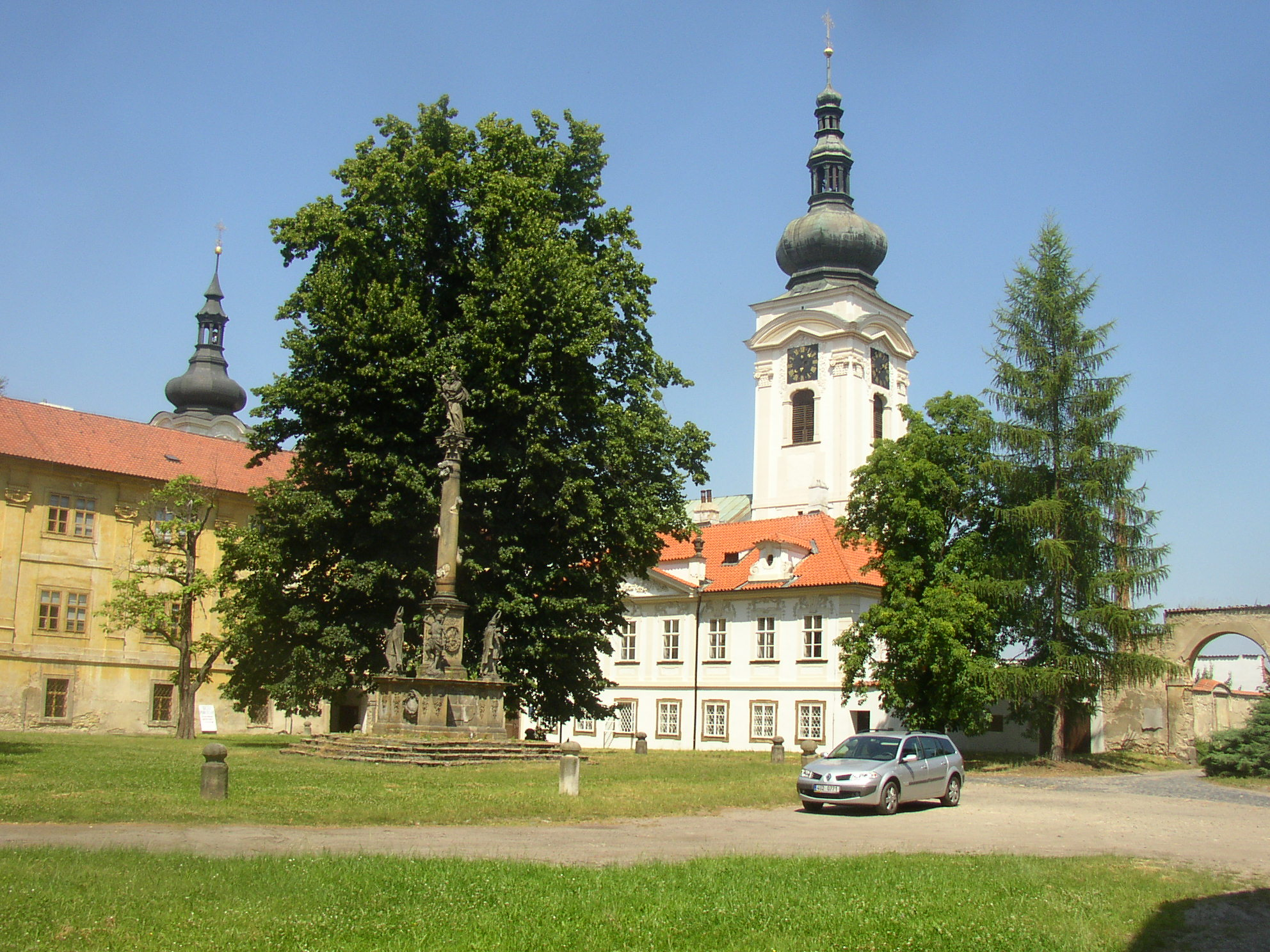
2008
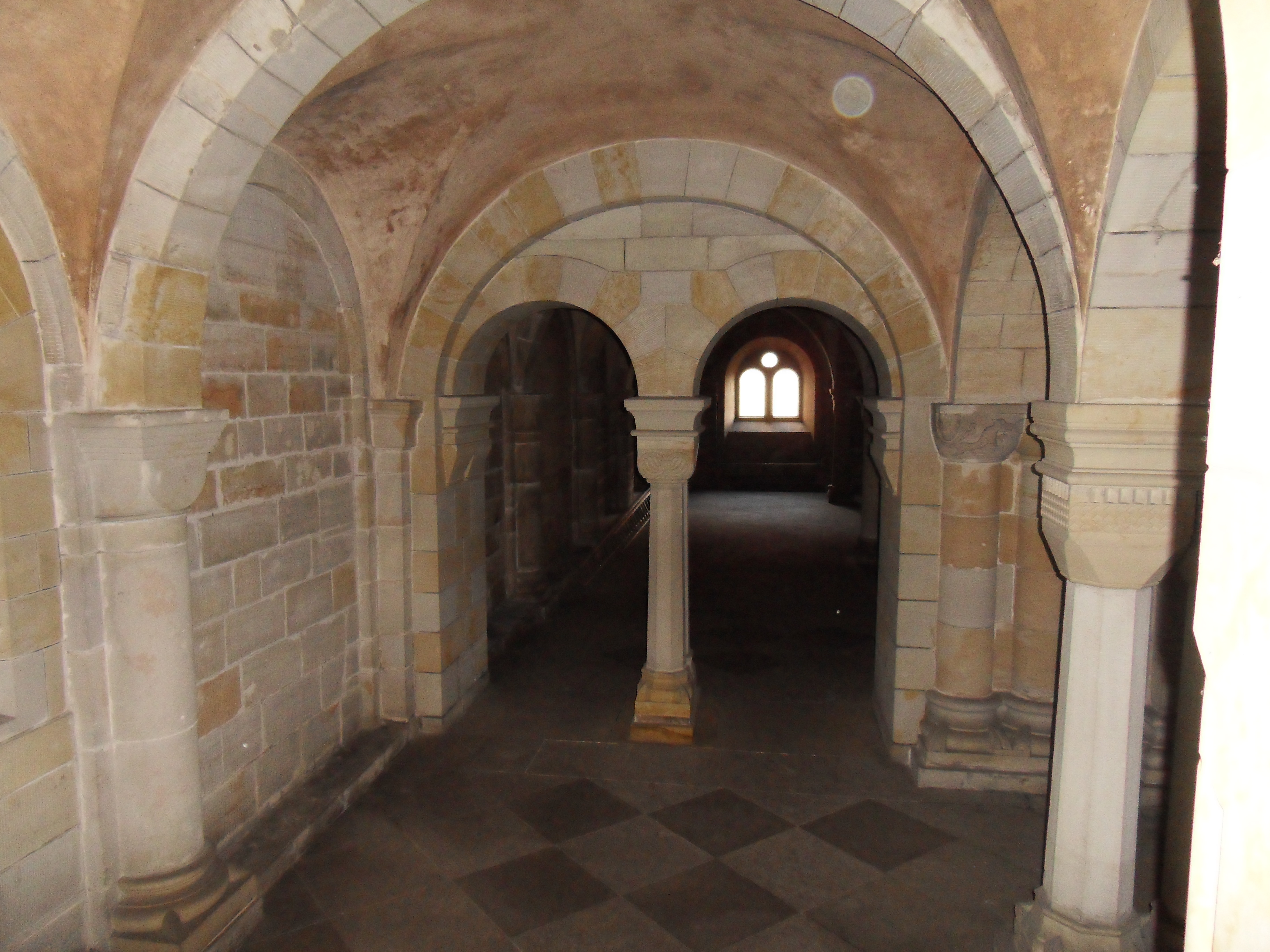
Román kripta
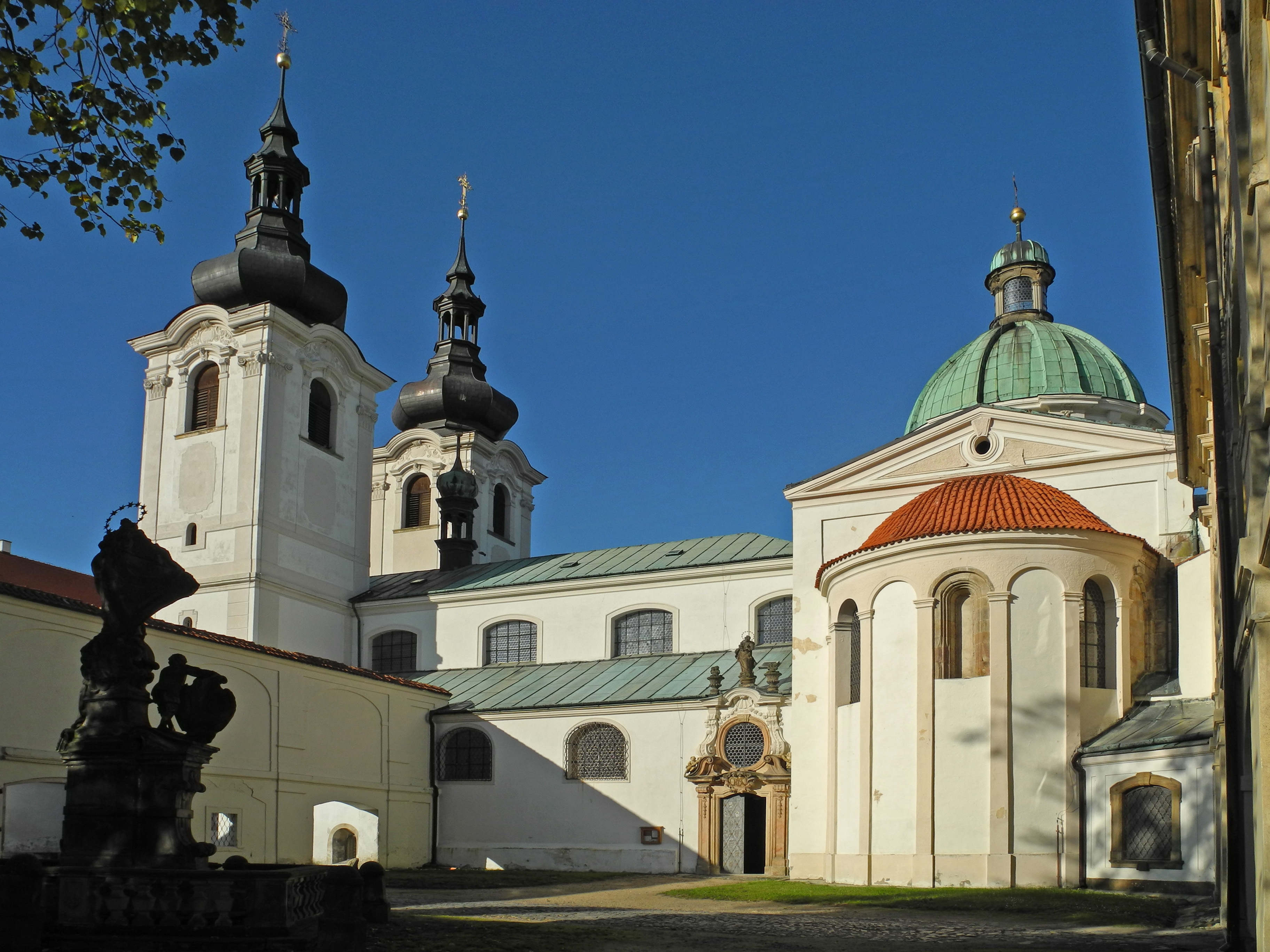